# Клэр (округ)
Клэр (англ. Clare County) — округ в штате Мичиган, США. Официально образован в 1840 году. По состоянию на 2010 год, численность населения составляла 30 926 человек.

## География
По данным Бюро переписи США, общая площадь округа равняется 1 489,251 км2, из которых 1 460,761 км2 суша и 28,490 км2 или 1,900 % это водоёмы.

## Население
По данным переписи населения 2010 года в округе проживает 30 926 жителей в составе 12 966 домашних хозяйств и 8 584 семей. Плотность населения составляет 21,20 человек на км2. На территории округа насчитывается 23 233 жилых строений, при плотности застройки около 15,90-ти строений на км2. Расовый состав населения: белые — 95,80 %, афроамериканцы — 0,50 %, коренные американцы (индейцы) — 0,60 %, азиаты — 0,30 %, гавайцы — 0,00 %, представители других рас — 1,50 %, представители двух или более рас — 0,10 %. Испаноязычные составляли 0,00 % населения независимо от расы.
В составе 25,30 % из общего числа домашних хозяйств проживают дети в возрасте до 18 лет, 51,00 % домашних хозяйств представляют собой супружеские пары проживающие вместе, 10,00 % домашних хозяйств представляют собой одиноких женщин без супруга, 33,80 % домашних хозяйств не имеют отношения к семьям, 0,00 % домашних хозяйств состоят из одного человека, 0,00 % домашних хозяйств состоят из престарелых (65 лет и старше), проживающих в одиночестве. Средний размер домашнего хозяйства составляет 2,36 человека, и средний размер семьи 2,83 человека.
Возрастной состав округа: 20,90 % моложе 18 лет, 7,90 % от 18 до 24, 20,80 % от 25 до 44, 30,40 % от 45 до 64 и 30,40 % от 65 и старше. Средний возраст жителя округа 45 лет. На каждые 100 женщин приходится 99,70 мужчин. На каждые 100 женщин старше 18 лет приходится 97,90 мужчин.
Средний доход на домохозяйство в округе составлял 33 338 USD, на семью — 40 983 USD. Среднестатистический заработок мужчины был 24 220 USD против 13 587 USD для женщины. Доход на душу населения составлял 18 516 USD. Около 2,30 % семей и 23,10 % общего населения находились ниже черты бедности, в том числе — 36,80 % молодежи (тех, кому ещё не исполнилось 18 лет) и 8,50 % тех, кому было уже больше 65 лет.